# Luppé-Violles
Luppé-Violles (okzitanisch Lupèr e Viòlas) ist eine französische Gemeinde mit 132 Einwohnern (Stand 1. Januar 2022) im Département Gers in der Region Okzitanien. Sie gehört zum Arrondissement Condom und zum Gemeindeverband Bas Armagnac. Die Bewohner nennen sich Luppéens.

## Geografie
Die Gemeinde Luppé-Violles liegt in der Landschaft Armagnac im Nordwesten des Départements Gers, etwa zehn Kilometer nordöstlich von Aire-sur-l’Adour und 70 Kilometer westlich von Auch. Das 7,57 km² umfassende Gemeindegebiet erstreckt sich im sanften Hügelland zwischen den Flüssen Adour und Midour. Die Gemeinde hat den Charakter einer Streusiedlung und besteht aus den Weilern Lescloupé, Labat, Luppé und Violles sowie mehreren Einzelhöfen. Das Rathaus (mairie) steht im zentral gelegenen Weiler Labat, die Kirchen in Violles und Luppé. Außerhalb kleinerer Forste im Südwesten und Nordwesten wird die Gemeinde von Feldern und Wiesen geprägt. Die Bäche, die im Gemeindegebiet entspringen, entwässern nach Norden und Osten zum Einzugsgebiet des Midour sowie nach Südwesten zum Adour. Umgeben wird Luppé-Violles von den Nachbargemeinden Magnan im Nordosten, Lanne-Soubiran im Osten, Lelin-Lapujolle im Süden, Arblade-le-Bas im Südwesten, Vergoignan im Westen sowie Le Houga im Nordwesten.

## Geschichte
Die Gemeinde entstand 1829 durch die Fusion von Violles und Luppé.

### Bevölkerungsentwicklung
| Jahr      | 1962 | 1968 | 1975 | 1982 | 1990 | 1999 | 2006 | 2014 | 2021 |
| Einwohner | 181  | 172  | 150  | 136  | 129  | 125  | 135  | 160  | 135  |

Im Jahr 1851 wurde mit 362 Bewohnern die bisher höchste Einwohnerzahl ermittelt. Die Zahlen basieren auf den Daten von cassini.ehess.fr und INSEE

## Sehenswürdigkeiten
- Kirche Saint-Sauveur in Luppé
- Kirche Saint-Barthélemy in Violles
- Gefallenendenkmal

## Wirtschaft und Infrastruktur
Die verstreut liegenden kleinen Rebflächen in der Gemeinde Luppé-Violles sind Teil der Weinbauregion Sod-Ouest. In Luppé-Violles sind 19 Landwirtschaftsbetriebe ansässig (Getreide- und Futtermittelanbau, Geflügelzucht).
Durch die Gemeinde Luppé-Violles führt die Fernstraße D 931 von Condom nach Aire-sur-l’Adour. Der nächste Autobahnanschluss befindet sich elf Kilometer westlich nahe Aire-sur-l’Adour an der Autoroute A 65 von Langon nach Pau.

## Belege
1. ↑  Luppé-Violles auf cassini.ehess.fr
2. ↑  Luppé-Violles auf cassini.ehess.fr
3. ↑  Luppé-Violles auf insee.fr
4. ↑  Landwirtschaftsbetriebe in Blaziert auf annuaire-mairie.fr (französisch)